# فهد بن تركي بن فيصل بن تركي آل سعود
الأمير فهد بن تركي بن فيصل بن تركي الأوّل بن عبد العزيز آل سعود هو الابن الخامس من الذكور للأمير تركي بن فيصل بن تركي الأول بن عبد العزيز آل سعود والأميرة سارة بنت سعود بن عبد العزيز آل سعود. نائب أمير منطقة القصيم من أبريل 2017 إلى مايو 2025م.

## عائلته
متزوج من الأميرة لمياء بنت فيصل بن مشعل بن سعود بن عبد العزيز بن فيصل بن تركي آل سعود.
| سبقه فيصل بن مشعل بن سعود آل سعود | نائب أمير منطقة القصيم 1438هـ - 1446هـ | تبعه فهد بن سعد بن فيصل بن سعد الأول آل سعود |